# ジョセフ・リーソン (第2代ミルタウン伯爵)

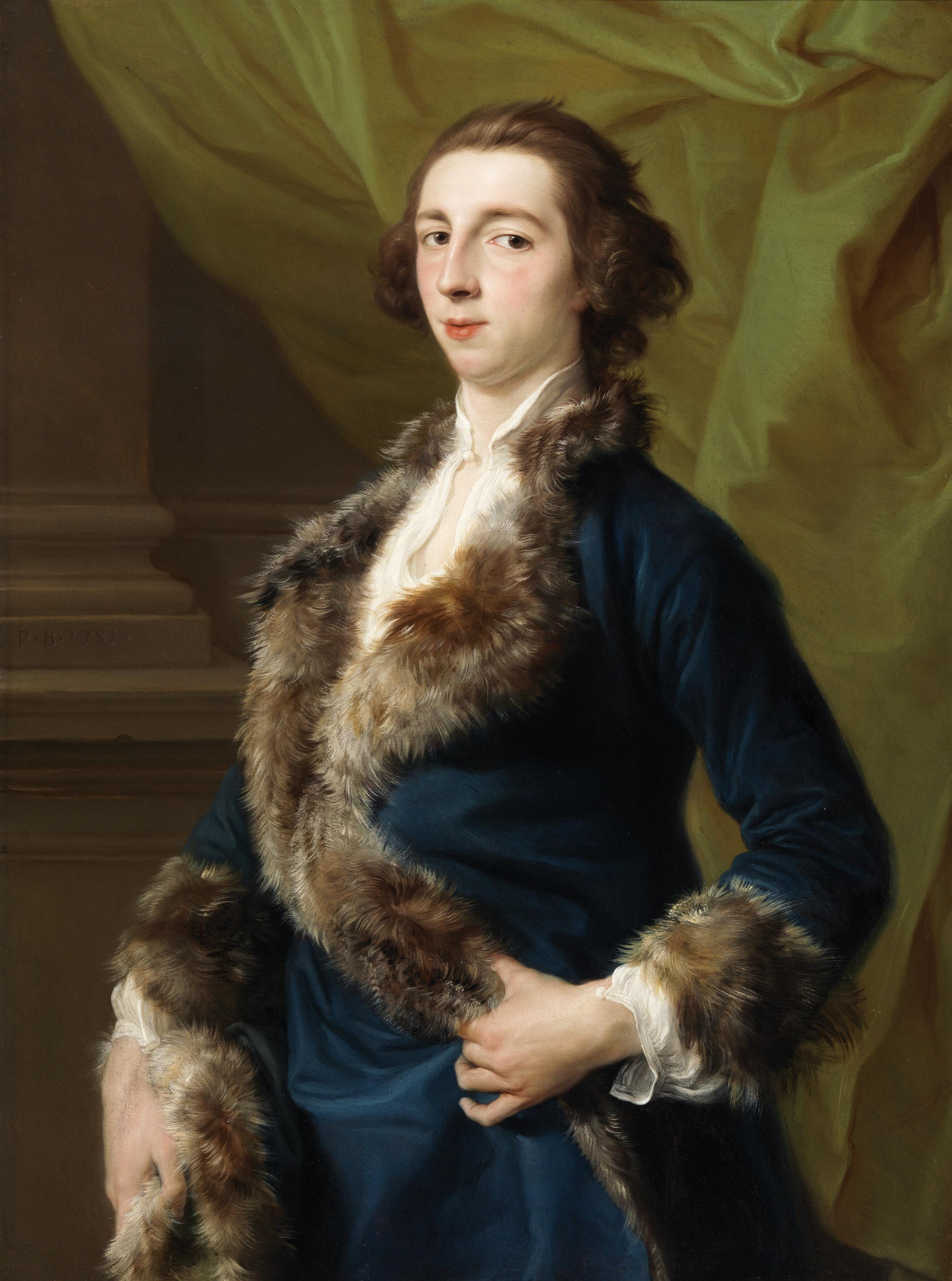
ポンペオ・バトーニによる肖像画、1751年作。

第2代ミルタウン伯爵ジョセフ・リーソン（英語: Joseph Leeson, 2nd Earl of Milltown、1730年 – 1801年11月27日）は、アイルランド王国の政治家、貴族。1763年から1783年までラスバラ子爵の儀礼称号を使用した。

## 生涯
初代ミルタウン伯爵ジョセフ・リーソンと1人目の妻セシリア・リー（Cecilia Leigh、1737年11月29日没、フランシス・リーの娘）の息子として、1730年に生まれた。12歳のときよりイートン・カレッジで教育を受けた後、父とともにグランドツアーに出て、1751年にはイタリアでポンペオ・バトーニによる肖像画が描かれた。
1757年から1760年までトマスタウン選挙区の代表としてアイルランド庶民院議員を務めた。
1783年10月2日に父が死去すると、ミルタウン伯爵位を継承した。
1801年11月27日に生涯未婚のまま死去、12月5日にピカデリーの聖ジェームズ教会に埋葬された。同母弟ブライスが爵位を継承した。

## 私生活
生涯未婚だったが、ペグ・プランケットと愛人関係になったとされる。